# 高淳话
高淳话，指南京高淳所使用的地方方言，屬吳語而非江淮官話。
《中国语言地图集》把高淳话归为吴语宣州片太高小片，但东部部分乡镇属于吴语太湖片毗陵小片金坛話 。

## 简介
高淳话与苏沪典型的北部吴语迥异，与之无法通话。但高淳话在音韵上的特点诸如入声的舒化（阴入的调值和阴平一样仅仅发音略短）、浊音声母的弱化（浊塞音[g]已经消失）、麻韵二等不高化（马念ma而非很多吴语特征的mo），疑影較混雜都显示出和太湖片吴语特征的背离。因此，南京（注意南京非吴语区）若干媒体把高淳话视为“古吴语”缺少足夠语言学的证据支持。但高淳話的奉微兩母都讀[b]，接近閩語。

## 链接
- 悠悠吴国地　独独高淳话 （页面存档备份，存于） 《江南时报》